# Hirebasur, Honnali
Hirebasur là một làng thuộc tehsil Honnali, huyện Davanagere, bang Karnataka, Ấn Độ.